# Bourdon-Täuschung

Bourdon-Täuschung

Unterschiedliche Täuschungseffekte

Die Bourdon-Täuschung oder Bourdon-Illusion ist eine Winkeltäuschung, deren Name auf den französischen Psychologen Benjamin Bourdon zurückgeht. Bourdon lebte von 1860 bis 1943 und untersuchte u. a. optische Täuschungen.
Die von ihm vorgestellte Täuschung besteht darin, dass es sich bei AE um eine Strecke handelt, die jedoch als um C leicht stumpfwinklig geknickt wahrgenommen wird, und zwar in der gleichen Richtung wie der Streckenzug BCD.
Dreht man die Figur nacheinander um jeweils 45° nach rechts, so erscheint der Täuschungseffekt bei den drei nicht-horizontalen Figuren stärker ausgeprägt als bei den beiden horizontalen Figuren.